# Vanhouttea mollis
Vanhouttea mollis är en tvåhjärtbladig växtart som beskrevs av Karl Fritsch. Vanhouttea mollis ingår i släktet Vanhouttea och familjen Gesneriaceae. Inga underarter finns listade i Catalogue of Life.